# Nordisk religion
Med nordisk religion avses vanligen inhemska religioner eller religiösa seder, som historiskt har utövats, eller som, baserade på äldre traditioner, i nutiden utövas främst av norröna folk. Läran om de äldre folkminnen, som nämnda seder rör sig om, brukar kallas Nordisk mytologi.

## Nordisk religion
- Asatro
- Forn sed
- Hedendom
- Modern asatro
- Nerthuskult
- Nordisk sed
- Nyhedendom
- Paganism
- Sejd
- Vanatro